# Trichomorpha agilis
Trichomorpha agilis är en mångfotingart som beskrevs av Loomis 1972. Trichomorpha agilis ingår i släktet Trichomorpha och familjen Chelodesmidae. Inga underarter finns listade i Catalogue of Life.